# Jill Haworth
Pour les articles homonymes, voir Haworth.
Valerie Jill Haworth est une actrice britannique née le 15 août 1945 à Hove (Sussex), morte à Manhattan (New York), le 3 janvier 2011 à l'âge de 65 ans.

## Biographie
Après avoir pris des cours de danse avec la Royal Ballet School, Jill Haworth fait ses débuts au cinéma comme figurante en 1959, à l'âge de quinze ans, dans Les 39 Marches de Ralph Thomas. Elle accède à la notoriété en 1960 dans Exodus d'Otto Preminger, rôle pour lequel elle est nommée aux Golden Globes. Elle tourne ensuite avec Preminger deux autres films, Le Cardinal et Première Victoire
En 1966, elle crée sur scène, à Broadway, le rôle de Sally Bowles dans la comédie musicale Cabaret, et l’interprète pendant deux ans.

## Filmographie

### Cinéma
- 1960 : Exodus : Karen Hansen
- 1962 : Ton ombre est la mienne : Sylvie 'Devi' Bergerat
- 1962 : Les Mystères de Paris : Fleur de Marie
- 1963 : À cause, à cause d'une femme : Cécilia
- 1963 : Le Cardinal (The Cardinal) : Lalage Menton
- 1965 : Première Victoire (In Harm's Way) : Ens. Annalee Dorne
- 1966 : It ! : Ellen Grove
- 1969 : La Maison de l'épouvante (The Haunted House of Horror): Sheila
- 1972 : La Tour du diable (Tower of Evil) : Rose Mason
- 1974 : The Freakmaker  : Lauren
- 1981 : Strong Medicine
- 1988 : Gandahar : Annonceuse
- 2001 : Mergers & Acquisitions : Mrs. Richards

### Télévision
- 1963 : Au-delà du réel (The Outer Limits (Série TV) : Cathy Evans (Saison 1, épisode 5 : Le Sixième Doigt)
- 1964-1965 : 12 O'Clock High (Série TV) : Mary Lean / Nora Burgess / Fay Vendry
- 1965 : The Rogues (Série TV) : Timothea
- 1965 : L'Homme à la Rolls (Burke's Law) (Série TV) : Ambrosia Mellon
- 1965 : The Long, Hot Summer (Série TV) : Sharon
- 1965 : Match contre la vie (Run for your Life) (Série TV) : Judy Collins
- 1965 : Rawhide (Série TV) : Vicki Woodruff
- 1965 et 1973 : Sur la piste du crime (The F.B.I.) (Série TV) : Sue Meadows / Lynn Anslem
- 1969 : The Ballad of Andy Crocker (Téléfilm) : Karen
- 1970 : The Most Deadly Game (Série TV) : Lydia Grey
- 1970 : Mission impossible (Série TV) : Enid Brugge/Marla Kassel
- 1971 : Bonanza (Série TV) : Gillian Harwood
- 1971 : The Psychiatrist (Série TV)
- 1972 : Réveillon en famille (Home for the Holidays) (Téléfilm) : Joanna Morgan
- 1976 : Baretta (Série TV) : Ginger Correlli
- 1979 : Vegas (Série TV) : Lily Baker